# زهره
ناهید یا زهره به ترتیب نزدیکی به خورشید، دومین سیارهٔ زمین‌سان سامانهٔ خورشیدی است که در هر ۲۲۵ روز یکبار به دور خورشید می‌چرخد. مدار زهره، میان مدارهای زمین و تیر قرار گرفته و از نظر مداری، نزدیک‌ترین فاصله را با مدار زمین دارد. ناهید پس از ماه، درخشان‌ترین جرم آسمانی طبیعی است که به هنگام شب در آسمان زمین دیده می‌شود و قدر ظاهری آن به ۴٫۶- می‌رسد. در زبان لاتین به این سیاره وُنوس می‌گویند که به معنی خدای عشق و زیبایی در روم باستان است.
سیارهٔ ناهید (زهره)، بدون قمر است و در مدار تقریباً دایره‌واری به‌دور خورشید می‌گردد. این سیاره از بسیاری دیدگاه‌ها ازجمله اندازه، جرم، گرانش و ترکیبات ساختاری به زمین همانندی دارد و به خاطر همین نزدیکی‌ها آن را سیارهٔ «خواهر زمین» نیز خوانده‌اند. زهره از نظر حجم و جرم، هفتمین جسم بزرگ در سامانه خورشیدی است.
ناهید گرم‌ترین سیاره در سامانه خورشیدی است. این سیاره دارای هواکره است. هواکره‌ای ضخیم و غلیظ که موجب می‌شود که دیدن سطح آن با چشم غیرمسلح دشوار باشد. بیشتر هواکرهٔ آن را کربن دی‌اکسید تشکیل داده و در ابرهای بالایی آن قطره‌های ریز سولفوریک اسید وجود دارند. وجود کربن دی‌اکسید در هواکرهٔ این سیاره که گرما را در سیاره نگه می‌دارد دمای آن را به مقدار بسیار چشم‌گیری (۴۸۱ درجهٔ سلسیوس نزدیک سطح سیاره) افزایش داده است. وجود اکسیژن بین دو لایه جو ناهید تأیید شده است. البته این اکسیژن از نوع تک اتمی می‌باشد که با اکسیژن دو اتمی که در زمین وجود دارد، متفاوت می‌باشد.
در تاریخ ۲۴ شهریور ۱۳۹۹ در حساب توییتری رسانهٔ خبری دیلی‌میل انگلستان اعلام شد که نشانه‌هایی احتمالی از حیات (وجود گاز فسفین) در این سیاره دیده شده است!

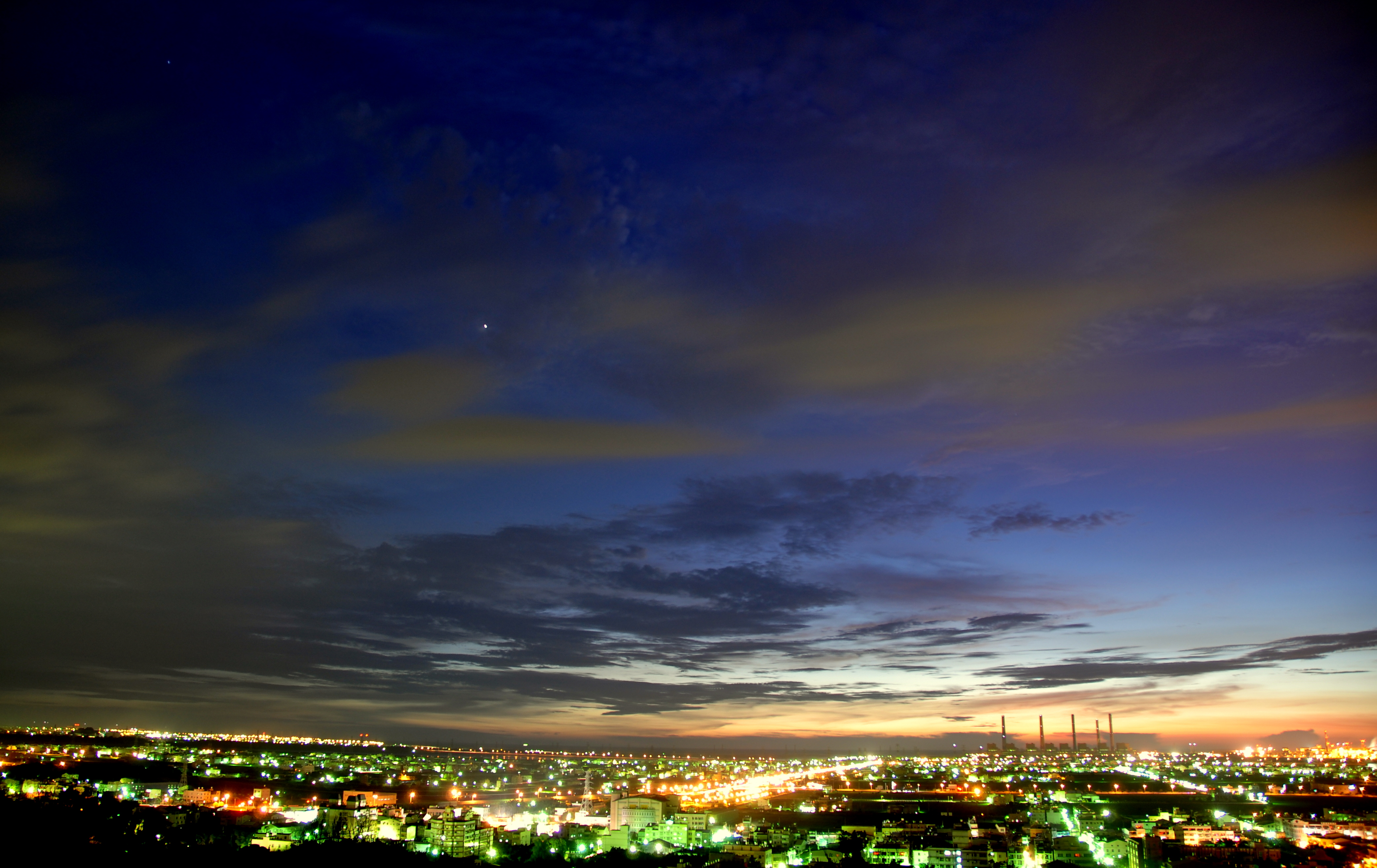
زهره در آسمان زمین هنگام غروب

این سیاره یکی از سیاره‌های سنگی و فشرده و دارای آتشفشانهای فعال، زمین‌لرزه و رشته‌کوه است. زمان لازم برای یکبار گردش این سیاره به دور خورشید ۲۲۵ روز زمینی است.
ناهید (زهره) در سنجش با بیشتر سیاره‌ها در منظومهٔ شمسی از جمله زمین، کروی‌تر است و به علت چرخش بسیار آهسته دور محوری آن، پدیدهٔ تورفتگی یا مسطح شدن قطب‌ها و برآمدگی یا تورم نواحی استوایی در آن، کمتر از دیگر سیاره‌ها رخ می‌دهد. طول یک شبانه‌روز در سیارهٔ زهره از یک سال این سیاره کمی بلندتر است.
مانند هر جسم آسمانی دیگر، وقتی نزدیک افق است، رنگ‌های طیفی را نشان می‌دهد. قابل توجه است که چقدر زهره چیزی غیر از آن تصور شده است. تصور می‌رود که هر انسان متمدنی تا سن بلوغ، باید با این سیاره زیبا آشنا شده باشد، اما درخشش آن در آسمان غروب یا سحر، همواره باعث شایعات عجیب شده است. در سال ۱۷۹۷ – که آن نیز دوره‌ای از شور وطن‌پرستی در فرانسه بود – زهره به عنوان ستاره ناپلئون شناخته شد. در سال‌های اخیر نیز اغلب با چراغ‌های جاسوسی زیپلین یا هواپیماهای شناسایی اشتباه گرفته شده است.

## مقایسه با زمین
سیارهٔ زهره بدون قمر است ولی از بسیاری دیدگاه‌ها مانند اندازه، جرم، گرانش و ترکیبات ساختاری به زمین همانندی دارد و به خاطر همین نزدیکی‌ها آن را سیاره خواهر زمین خوانده‌اند.
قطر زهره کمی کوچک‌تر از قطر زمین و نزدیک به ۱۲٬۰۹۲ کیلومتر (۷٬۵۱۴ مایل) است. در حالی که قطر زمین ۱۲٬۷۵۶ کیلومتر (۷٬۹۲۶ مایل) است.
گرانش سیارهٔ زهره نزدیک به ۹۱ درصد گرانش زمین، جرم آن نیز نزدیک به ۸۱ درصد جرم زمین، و چگالی آن نزدیک به ۹۵ درصد چگالی زمین است. با این حال این سیاره در سنجش با بیشتر سیاره‌ها در منظومهٔ شمسی از جمله زمین، کروی‌تر است و به علت چرخش بسیار آهسته دور محوری آن، پدیدهٔ تورفتگی یا مسطح شدن قطب‌ها و برآمدگی یا تورم نواحی استوایی در آن، کمتر از دیگر سیاره‌ها رخ می‌دهد. زهره از زمین بسیار گرم‌تر است.

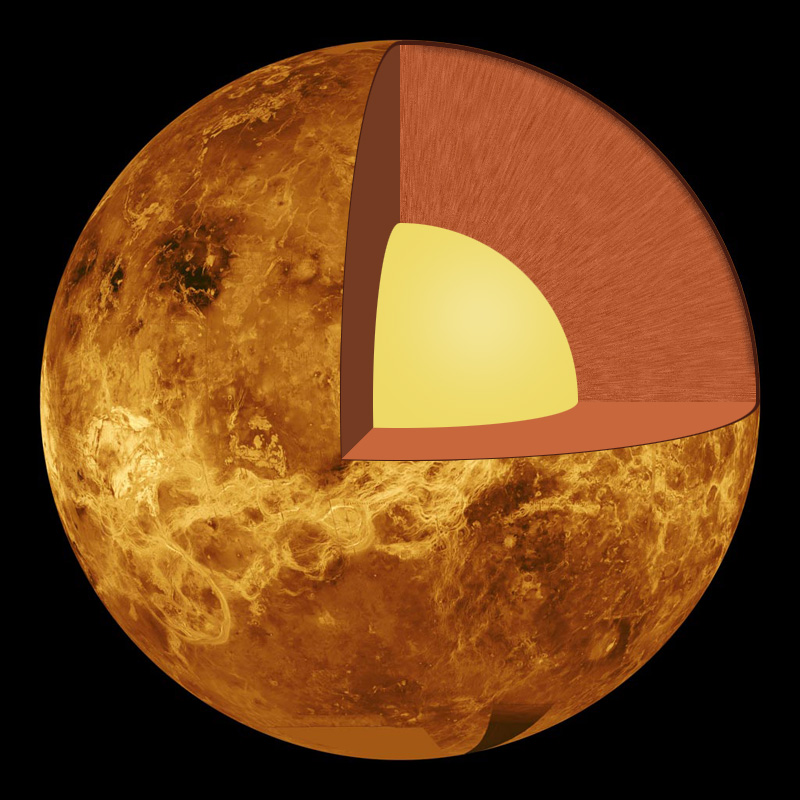
ساختار درونی زهره پوستهٔ بیرونی و گوشته و هسته به رنگ زرد

## سطح سیاره
این سیاره یکی از سیاره‌های سنگی و فشرده و دارای هزاران آتشفشان فعال، زلزله و رشته‌کوه است. دشت‌های صاف و سنگلاخی، دو سوم سیاره را پوشانده‌اند.

### زمین‌ساخت
بیشتر سطح زهره از صفحات گدازه‌های آتشفشانی پدید آمده است. از هنگام پیدایش زهره و مدت‌ها پس از آن، کنش‌های آتشفشانی چنان زیاد بوده که سطح سیاره، چندین بار بازسازی شده و هرگونه نشانه برخورد شهاب‌سنگ را از بین برده است. آخرین بازسازی سطحی که بین ۳۰۰ تا ۵۰۰ میلیون سال پیش در این سیاره رخ داده هر گونه کنش زمین‌ساختی بَعدی در زهره را آرام کرده و سطحی یکپارچه و صُلب به آن داده است.

### جغرافیا
دو منطقهٔ بزرگ یا قاره در زهره، قابل جداسازی هستند: قارهٔ Ishtar Terra در شمال با بزرگی به اندازهٔ استرالیا و قارهٔ Aphrodite Terra با بزرگی به اندازهٔ آفریقا که از استوا تا قطب جنوب زهره کشیده شده است. Ishtar Terra دارای کوه‌هایی بلند است که بلندترین کوه آن به نام «ماکسول» به ۱۰ کیلومتر می‌رسد. بلندی مهم‌ترین فلات در نیمکرهٔ شمالی زهره «آتالانتا» ۱٬۴۰۰ متر و مساحت آن به اندازهٔ خلیج مکزیک است. فلات Beta Regio در نیمکرهٔ شمالی از جنس مواد آتشفشانی با درازای نزدیک به ۲٬۵۰۰ کیلومتر است. در این فلات دو آتشفشان سپری به نام‌های Rhea Mons و Theia Mons با بلندی ۴ کیلومتر وجود دارند. بقیهٔ بخش‌های نیمکرهٔ شمالی از دشت پوشیده شده است. Leda Terra در عرض جغرافیایی ۵۰ درجه و در شمال آن فلات Alpha Regio قرار دارد.

## ساختار درونی
با در دست نبودن داده‌های لرزش‌سنجی، گشتاور لختی و جزئیات زمین‌شیمی از ساختار درونی سیارهٔ ناهید، آگاهی کمی از ساختار داخلی و ژئوشیمی این سیاره در دست است.
دو دیدگاه دربارهٔ ساختار درونی سیارهٔ زهره وجود دارد. به نظر می‌رسد به خاطر نزدیکی اندازه، جرم، چگالی زهره و زمین، لایه‌های درونی زهره مانند زمین، از پوسته، گوشتهٔ احتمالاً جامد و هستهٔ مذاب تشکیل شده باشد و هستهٔ این سیاره نیز مانند زمین ترکیبی از آهن و نیکل باشد.
بر پایهٔ یافته‌های ونرا-۴ در ۱۹۶۷ میلادی سیاره زهره دارای میدان مغناطیسی بسیار ضعیفی است. به نظر می‌رسد به دلیل چرخش بسیار کند زهره، هستهٔ مذاب آن (خاستگاه پیدایش میدان مغناطیسی) حرکت زیادی نداشته و میدان مغناطیسی آن ضعیف باشد. اما گرمایی که در میلیون‌ها سال در درون سیاره حبس شده، به شکل ناگهانی و مانند فعالیت‌های آتشفشانی بسیار بزرگ آزاد شده و شکل سطحی سیاره را دگرگون می‌کند.

## چرخش محوری و انحراف محوری
جهت چرخش زهره به دور خود، مانند مابقی سیارات، پادساعتگرد است. اما انحراف محوری ۱۷۷ درجه ای آن، چرخش این سیاره را ساعتگرد نشان می‌دهد. زهره در ابتدا در همان جهتی می‌چرخید که سیارات دیگر می‌چرخیدند و به نوعی هنوز هم می‌چرخد: به سادگی محور خود را در نقطه ای تقریباً ۱۸۰ درجه چرخانده است. به عبارت دیگر، در همان جهتی که همیشه می‌چرخد، فقط وارونه، به طوری که نگاه کردن به آن از سیارات دیگر باعث می‌شود چرخش ساعتگرد به نظر برسد. دانشمندان استدلال کرده‌اند که کشش گرانشی خورشید بر جو بسیار متراکم این سیاره می‌تواند باعث جزر و مد شدید جوی شود. چنین جزر و مد، همراه با اصطکاک بین گوشته و هسته زهره، می‌توانست در وهله اول باعث این چرخش شود.

## هواکره
زهره دارای هواکره است. هواکرهٔ ضخیم و غلیظ آن موجب می‌شود که دیدن سطح آن به سادگی، ممکن نباشد.

### مواد سازنده
تفاوت بزرگ زهره با زمین، هواکرهٔ آن است که ۹۶٫۵٪ آن را کربن دی‌اکسید و ۳٫۵٪ آن را نیتروژن تشکیل داده و در ابرهای فوقانی آن قطرات ریز سولفوریک اسید وجود دارد. وجود کربن دی‌اکسید در هواکره این سیاره دمای آن را به مقدار بسیار چشم‌گیری افزایش داده است (تا ۴۸۰ درجهٔ سلسیوس در سطح سیاره).

### گرما
زهره گرم‌ترین سیاره در منظومهٔ شمسی است. نور آفتاب پس از نفوذ در هواکره این سیاره و جذب شدن توسط سطح آن، به‌صورت گرما از سطح بازتابیده می‌شود. اما انبوه کربن دی‌اکسید هواکره زهره، این گرمای بازتابیده را به دام انداخته و از رها شدن آن در فضای بیرونی جلوگیری می‌کند. این جذب اضافی گرما که به اثر گلخانه‌ای شناخته می‌شود میانگین گرمای زهره را بیش از هر سیارهٔ دیگری (حتی سیارهٔ تیر) در منظومهٔ شمسی بالا برده است. به‌طوری که این حرارت برای ذوب کردن فلز سرب کافیست. از اینرو پیدایش زندگی شبه‌انسان خاکی، در این سیاره، غیرممکن است.

### لایه‌ها
از دید اندازهٔ ذرات و غلظت، سه لایهٔ جداگانهٔ ترپوسفر (در بلندی ۱۰۰ تا ۷۵ کیلومتر و ۹۳ درجهٔ سلسیوس تا ۲۷ درجهٔ سلسیوس)، اکسپوسفر (در بلندی ۷۰ تا ۵۰ کیلومتری و ۲۷ درجهٔ سلسیوس تا ۹۳ درجهٔ سلسیوس)، ترموسفر (۵۰ کیلومتر تا سطح و ۹۳ درجه سلسیوس تا ۴۷۰ درجهٔ سلسیوس) وجود دارد. اکسپوسفر در بخش تاریک سیاره از میان می‌رود. در لایهٔ ترپوسفر در قطره‌های سولفوریک اسید مواد اصلی ابرهای سیاره هستند که از واکنش مولکول‌های آب و گوگرد دی‌اکسید در بخش‌های بالایی هواکره با انرژی فرابنفش پرتو خورشید پدید می‌آیند. دمای ابرهای بالایی ترپوسفر ۲۷ درجه سلسیوس و در سطح سیاره به ۴۷۰ سلسیوس افزایش پیدا می‌کند. دمای سیاره از این مقدار کنونی بیشتر نمی‌شود چون هواکرهٔ سیاره و سطح آن در موازنهٔ شیمیایی هستند.

### تندباد
برخلاف چرخش کند سیاره به دور خود، ابرهای آن هر ۴ روز یک‌بار به دور سیاره می‌چرخند. در بلندی بالای هواکرهٔ زهره طوفان‌هایی با سرعت ۳۶۰ کیلومتر بر ساعت می‌وزند. دلیل این سرعت زیاد، انتقال تکانه از حرکت کند سیاره و لایه‌های پایینی هواکره به لایه‌های بالایی آن (که غلظت بسیار کمتری دارند) است. در بلندی ۱۰ کیلومتری، سرعت باد به حدود ۱۸ کیلومتر در ساعت و به دلیل غلطت بالای هواکره در نزدیکی سطح سیاره سرعت باد تنها ۳ کیلومتر بر ساعت است. همچنین به دلیل غلظت بالای هواکره، نور شدید آذرخش‌های عظیم به سطح زهره نمی‌رسد.

## مدار
زهره در مدار تقریباً دایره‌واری با میانگین فاصلهٔ ۱۰۸ میلیون کیلومتر از خورشید، به دور آن می‌گردد. هنگامی که در نزدیک‌ترین وضعیت نسبت به زمین قرار می‌گیرد، فاصلهٔ آن دو با هم تنها ۴۱ میلیون کیلومتر است و در دورترین حالت این دوری به ۲۵۷ میلیون کیلومتر می‌رسد. سیارهٔ زهره از نظر مداری، نزدیک‌ترین فاصله به زمین را دارد. اما در حین گردش مداری به دور خورشید، سیارهٔ عطارد به مدت بیشتری در نزدیک‌ترین فاصله از زمین باقی می‌ماند.

## قمر
زهره قمر ندارد. اما تا اواخر سدهٔ ۱۹ میلادی فکر می‌کردند که دارای قمر است و حتی آن را Neith می‌نامیدند. احتمالاً ستارگانی که در نزدیکی زهره بودند اشتباه ماه زهره انگاشته می‌شدند.

## درازای شبانه‌روز
زمان لازم برای یکبار گردش این سیاره به دور خودش ۲۴۳ روز زمینی است. در واقع زهره آنقدر کند و آهسته دوران می‌کند که یک شبانه‌روز آن ۲۴۳ روز و یک سال شمسی در زهره هم کمی کمتر از این اندازه و ۲۲۵ روز است. این چرخش معکوس در سال ۱۹۶۴ میلادی و با استفاده از اثر دوپلر کشف شد.

## نام‌گذاری
دیگر نام این سیاره زهره بوده و در فارسی بیدخت و بیلفت نیز نامیده می‌شد. و واژه بیدُخت در شکل کهن‌تر خود بَغدخت و به معنای «دختر خدا» بوده است.
نام این سیاره در زبان لاتین، ونوس، برگرفته از نام خدای عشق و زیبایی روم باستان است. در یونان باستان، نام خدای آفرودیته بر آن نهاده شد.
ستاره صبح
زهرهٔ صبحگاهی را کوکب صباحی و زهرهٔ شامگاهی را کوکب مسائی می‌گفتند.
عناوین «ستارهٔ صبحگاهی» و «ستارهٔ شامگاهی» تنها برای نورانی‌ترین سیاره یعنی سیارهٔ زهره (ناهید) به کار می‌رفت.
سیارهٔ زهره بسیار درخشان‌تر از ستاره‌های حقیقی آسمان بوده، چشمک نمی‌زند بلکه با نوری ثابت و نقره‌فام نورافشانی می‌کند.

## کاوش‌ها
در اوایل دههٔ ۱۹۶۰ میلادی کاوشگر ماژلان را به سوی زهره نشانه‌روی کردند که سیگنال‌های آن از ابرهای این سیاره عبور کرده و پس از برخورد با سطح جامد سیاره، منعکس شد. برای نخستین بار دانشمندان اطلاع جالبی را دربارهٔ سطح زهره به‌دست آوردند که نشان می‌داد زهره دارای حرکت چرخشی در جهت معکوس است. چرخش آن از خاور به باختر است و آفتاب از باختر طلوع و در خاور غروب می‌کند.

### مارینر ۲
فضاپیمای مارینر ۲، ساخت ناسا که در اوت ۱۹۶۲ پرتاب شد، در دسامبر ۱۹۶۲ از ۳۵٬۰۰۰ کیلومتری زهره گذشت. مشاهدات این سفینه نشان داد که زهره را ابرهای سفید رنگ مایل به زردی، کاملاً پوشانده است و شکافی در این ابرها نیست که از راه آن بتوان نظری به سطح جامد این سیاره افکند.

### مارینر ۱۰
فضاپیمای مارینر ۱۰ در فوریهٔ ۱۹۷۴ از بلندی کمتر از ۶٬۵۰۰ کیلومتری، زهره را مورد پژوهش قرار داد و معلوم شد که این ابرها حرکت منطقه‌ای دارند و با سرعتی بیش از ۲۴۰ کیلومتر در ساعت سیاره را دور می‌زنند و در مناطقی از زهره که رو به خورشید است، برهمکنشی میان جریان‌های بزرگ مقیاس همرفتی با این حرکت منطقه‌ای وجود دارد.

### ونرا ۹
در ۲۲ اکتبر ۱۹۷۵ میلادی وسیله‌ای از سفینهٔ بدون‌سرنشین ونرا ۹ متعلق به اتحاد جماهیر سوسیالیستی شوروی، بر زهره فرود آمد؛ و علی‌رغم شرایط فوق‌العاده سخت دما و فشار توانست به مدت ۲ ساعت نگاره‌هایی از چشم‌انداز این سیاره بگیرد و اطلاعات گسترده‌ای از سطح زهره بفرستد.

### ونرا-۱۰
سه روز پس از آن وسیلهٔ مشابهی از سفینهٔ ونرا-۱۰ در ۲٬۲۰۰ کیلومتری محل فرود وسیلهٔ ونرا ۹ به زهره نشست و یافته‌های خود را به مدت ۶۵ دقیقه فرستاد. این نگاره‌ها، نخستین نگاره‌هایی بودند که تا آن زمان از سطح سیاره‌ای دیگر گرفته شده بود.

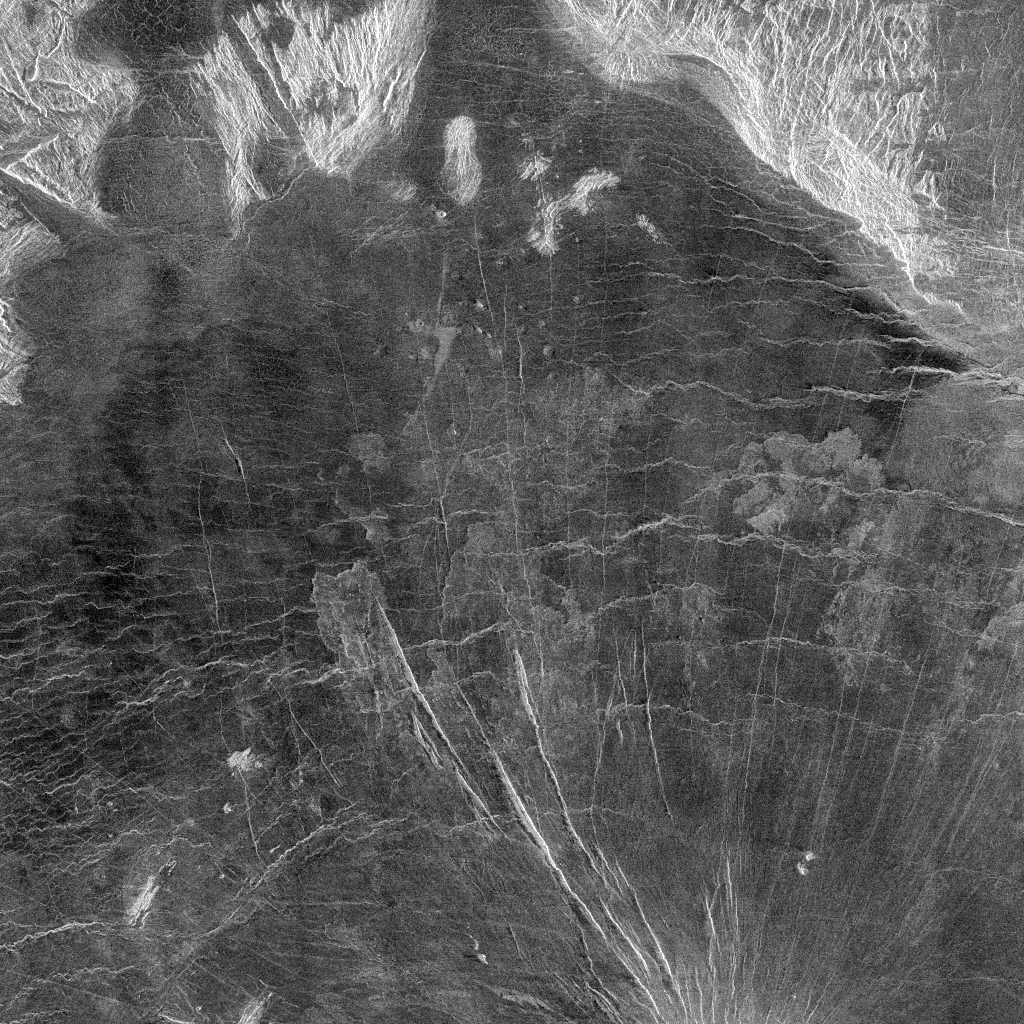
نگاره‌ای که کاوشگر ونرا ۱۰ از دهانهٔ ماژلان، محل فرود خود فرستاد.

### ونرا ۱۳ و ۱۴
اطلاعاتی که ونرا ۹٬۱۰٬۱۱ و۱۲ از زهره فرستادند خوب بود اما متأسفانه کامل نبود. ونرا ۱۱ و ۱۲ هم پس اتحاد جماهیر سوسیالیسیتی شوروی تصمیم گرفت ونرا ۱۳ و ۱۴ را بسازد ونرا ۱۳ با موفقیت به فرود و حتی یک نگاره رنگی فرستاد و حدود ۶۰ دقیقه اطلاعات فرستاد.
ونرا ۱۴ مانند ونرا ۱۳ با موفقیت فرود آمد و اطلاعات و یک نگاره فرستاد.

### ونوس‌اکسپرس
کاوشگر مداری ونوس‌اکسپرس، ۱۱ آوریل سال ۲۰۰۶ میلادی وارد مدار سیاره زهره شد و تنها پس از یک روز موفق شد نخستین تصویر از قطب جنوب این سیاره را به زمین بفرستد.

### ایو
قرار بود کاوشگر ایو (EVE) با همکاری آژانس فضایی اروپا و روسیه در سال ۲۰۱۳ میلادی به فضا پرتاب و بر سطح زهره بنشیند؛ ولی این کار تا به امروز انجام نشده است.

### فهرست
فهرست کاوشگرهایی که به زهره فرستاده شده‌اند:
| نام فضاپیما     | تاریخ پرتاب     | نتیجه مأموریت |
| ونرا-۱          | ۱۲ فوریهٔ ۱۹۶۱   | تا فاصله ۱۰۰٬۰۰۰ کیلومتری زهره رسید. در فاصلهٔ ۷٬۵۰۰٬۰۰۰ کیلومتری زمین ارتباط با آن قطع شد. |
| مارینر ۱        | ۲۲ ژوئیهٔ ۱۹۶۲   | عملیات ناموفق. در دریا سقوط کرد. |
| مارینر ۲        | ۲۷ اوت ۱۹۶۲     | به سیاره رسید؛ ولی در ۴ ژانویهٔ ۱۹۶۳ ارتباط با آن قطع شد. |
| زوند ۱          | ۲ آوریل ۱۹۶۴    | چند هفته پس از پرتاب ارتباط با آن قطع شد. |
| ونرا-۲          | ۱۲ نوامبر ۱۹۶۵  | به فاصلهٔ ۲۴٬۰۰۰ کیلومتری زهره رسید. |
| ونرا-۳          | ۱۶ نوامبر ۱۹۶۵  | در ۱ مارس ۱۹۶۶ طی عملیات فرود با سطح برخورد و نابود شد. |
| ونرا-۴          | ۱۲ ژوئن ۱۹۶۷    | در ۱۸ اکتبر ۱۹۶۷ بر سطح زهره فرود آمد و هنگام فرود اطلاعاتی فرستاد. |
| مارینر ۵        | ۱۴ ژوئن ۱۹۶۷    | به فاصلهٔ ۴٬۱۰۰ کیلومتری سیاره رسید و اطلاعاتی فرستاد. |
| ونرا-۵          | ۵ ژانویهٔ ۱۹۶۹   | در ۱۶ مهٔ ۱۹۶۹ در عملیاتی ناموفق بر سطح زهره فرود آمد. |
| ونرا ۶          | ۱۰ ژانویهٔ ۱۹۶۹  | در ۱۷ مهٔ ۱۹۶۹ در عملیاتی ناموفق بر سطح زهره فرود آمد. |
| ونرا-۷          | ۱۷ اوت ۱۹۷۰     | در ۱۵ دسامبر ۱۹۷۰ پس از فرود به مدت ۲۳ دقیقه اطلاعاتی فرستاد. |
| ونرا-۸          | ۲۶ مارس ۱۹۷۲    | در ۲۲ ژوئیهٔ ۱۹۷۲ پس از فرود به مدت ۵۰ دقیقه اطلاعاتی فرستاد. |
| مارینر ۱۰       | ۳ نوامبر ۱۹۷۳   | در ۵ فوریهٔ ۱۹۷۴ به فاصلهٔ ۵٬۸۰۰ کیلومتری سیاره رسید، اطلاعاتی فرستاد و به سمت سیارهٔ تیر رفت. |
| ونرا ۹          | ۸ ژوئن ۱۹۷۵     | در ۲۱ اکتبر ۱۹۷۵ بر سطح زهره فرود آمد و در ۵۵ دقیقه یک‌نگاره فرستاد. |
| ونرا ۱۰         | ۱۴ ژوئن ۱۹۷۵    | در ۲۵ اکتبر ۱۹۷۵ بر سطح زهره فرود آمد و در ۶۵ دقیقه یک‌نگاره فرستاد. |
| پایونیر ۱۲      | ۲۰ مهٔ ۱۹۷۸      | به مداری با بلندی ۱۴۵ تا ۶۶٬۰۰۰ کیلومتری سیاره با دورهٔ ۲۴ ساعته رسید. ارتباط با آن در ۹ اکتبر ۱۹۹۲ قطع شد.                                                                                     |
| پایونیر زهره ۲  | ۸ اوت ۱۹۷۸      | ۴ سطح‌نشین داشت و در ۹ دسامبر ۱۹۷۸ بر سطح زهره فرود آمد. تنها یکی از سطح‌نشین‌ها موفق بود و اطلاعات فرستاد.                                                                                       |
| ونرا-۱۱         | ۹ سپتامبر ۱۹۷۸  | در ۲۵ دسامبر ۱۹۷۸ بعد از فرود به مدت ۹۵ دقیقه اطلاعات فرستاد. |
| ونرا-۱۲         | ۱۴ سپتامبر ۱۹۷۸ | در ۲۲ دسامبر ۱۹۷۸ بعد از فرود به مدت ۶۰ دقیقه اطلاعات فرستاد. |
| ونرا-۱۳         | ۳۰ اکتبر ۱۹۸۱   | در ۱ مارس ۱۹۸۲ بر سطح زهره فرود آمد. به آزمایش خاک پرداخت و به مدت ۶۰ دقیقه یک نگاره و اطلاعات فرستاد.                                                                                         |
| ونرا-۱۴         | ۴ نوامبر ۱۹۸۱   | در ۵ مارس ۱۹۸۲ بر سطح زهره فرود آمد. به آزمایش خاک پرداخت و به مدت ۶۰ دقیقه یک نگاره و اطلاعات فرستاد.                                                                                         |
| ونرا-۱۵         | ۲ ژوئن ۱۹۸۳     | به مداری قطبی با ۱٬۰۰۰ تا ۶۵٬۰۰۰ کیلومتر بلندی رسید و به نقشه‌برداری راداری از سیاره پرداخت. |
| ونرا-۱۶         | ۷ ژوئن ۱۹۸۳     | به مداری قطبی با ۱٬۰۰۰ تا ۶۵٬۰۰۰ کیلومتر بلندی رسید و به نقشه‌برداری راداری از سیاره پرداخت. |
| وگا ۱           | ۱۵ دسامبر ۱۹۸۴  | در ۱۱ ژوئن ۱۹۸۵ از فاصلهٔ ۸٬۸۹۰ کیلومتری آن گذر کرد و به سمت دنباله‌دار هالی رفت. سطح‌نشین آن بر سطح زهره فرود آمد؛ به مدت ۲۰ دقیقه اطلاعات فرستاد؛ و بالن همراه خود را در هواکرهٔ سیاره رها نمود. |
| وگا ۲           | ۲۰ دسامبر ۱۹۸۴  | در ۱۵ ژوئن ۱۹۸۵ از فاصلهٔ ۸٬۰۳۰ کیلومتری آن گذر کرد و به سمت دنباله‌دار هالی رفت. سطح‌نشین آن بر سطح زهره فرود آمد؛ به مدت ۲۱ دقیقه اطلاعات فرستاد؛ و بالن همراه خود را در هواکرهٔ سیاره رها نمود. |
| کاوشگر ماژلان   | ۵ مهٔ ۱۹۸۹       | به مداری با بلندی ۲۹۴ تا ۸٬۴۵۰ کیلومتری سیاره رسید. به نقشه‌برداری راداری پرداخت و در تاریخ ۱۱ اکتبر ۱۹۹۴ در هواکرهٔ سیاره سوخت.                                                                 |
| فضاپیمای گالیله | ۱۸ اکتبر ۱۹۸۹   | در ۱۰ فوریه ۱۹۹۰ به فاصلهٔ ۱۶٬۰۰۰ کیلومتری سیاره رسید و سپس به سمت سیارهٔ هرمز رفت. |
| کاسینی-هویگنس   | ۱۸ اکتبر ۱۹۹۷   | در دو تاریخ ۲۶ آوریل ۱۹۹۸ و ۲۰ ژوئن ۱۹۹۹ به فاصلهٔ نزدیکی از سیاره رسید و سپس به سمت کیوان رفت.                                                                                                 |

## در فرهنگ ایران

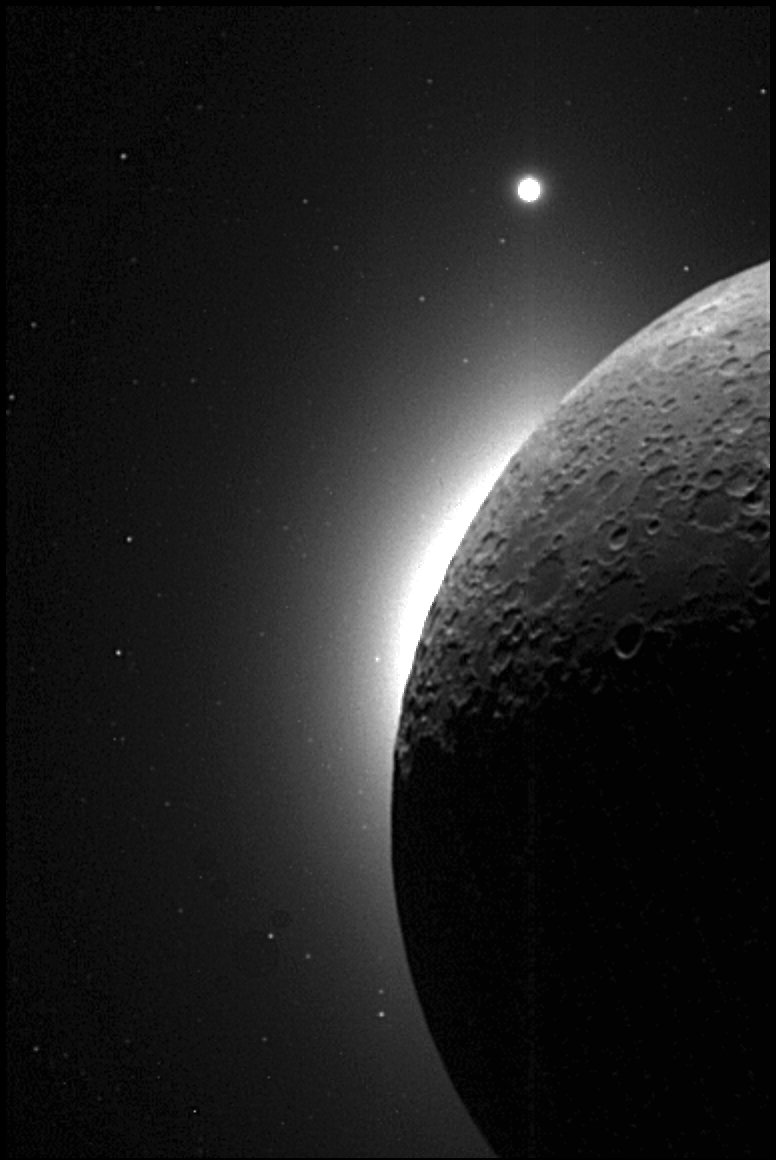
ماه (جسم بزرگ)، تاج خورشیدی (نور هلالی شکل سمت راست ماه) و زهره (لکه نورانی بالای ماه)

### دانش
ابن سینا در سدهٔ یازده میلادی گذر زهره از مقابل قرص خورشید را مشاهده کرده است. ابن باجه اخترشناسی اندلسی در سدهٔ دوازدهم میلادی از رصد دو سیاره به شکل دو نقطهٔ سیاه بر سیمای خورشید خبر داد که یک قرن پس از او قطب‌الدین شیرازی، ستاره‌شناس ایرانی در رصدخانهٔ مراغه آن را به‌درستی با عنوان گذر زهره و تیر از جلوی خورشید شناسایی کرد.

### اسطوره‌شناسی
در اسطوره‌شناسی ایرانیان به ویژه اسطوره‌شناسی هخامنشیان، این سیاره را به ایزدبانو آناهیتا و در زبان فارسی‌میانه به اَناهید ایزد باروری و آب‌ها، در بندهشن بزرگ مرتبط می‌دانند. در متون به زبان اوستایی مهریشت (یشت ۱۰)، مهر (ایزد) با آناهیتا پیوندهایی دارد. نام ناهید مشتق شده از اَناهید و آناهیتا است.